# 羽田空港発着枠

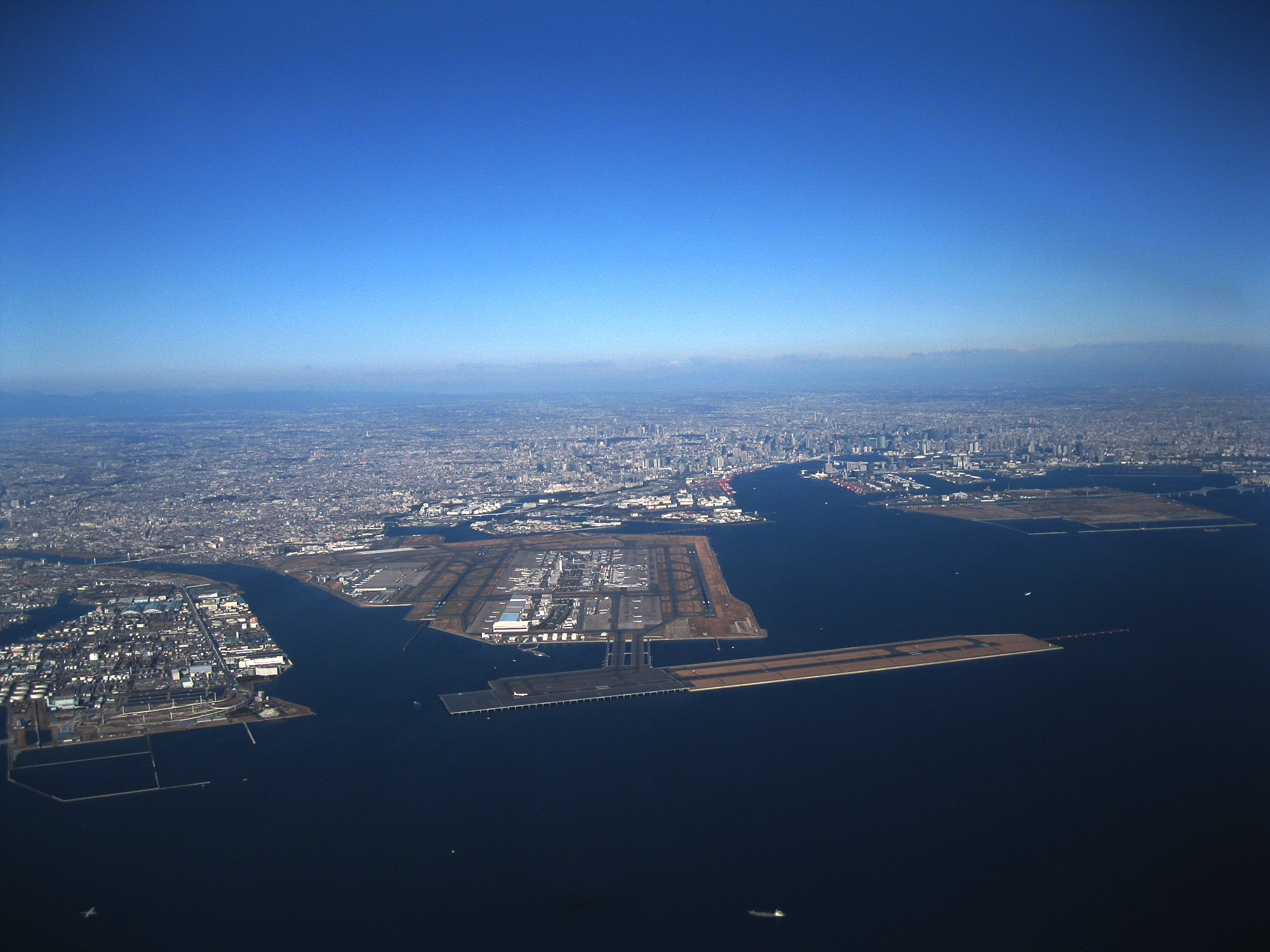
東京国際空港

羽田空港発着枠（はねだくうこうはっちゃくわく）とは、東京国際空港の離着陸許可便枠のことである。この語は国土交通省内でも使用されている ほか、マスメディアにおいても使用される語である。

## 概要

### 歴史
第二次世界大戦後、日本の航空業界は日本国政府（運輸省）の強い規制の下に置かれ、需給調整の観点から路線毎に免許を与えたため、航空会社が自由に参入・撤退はできず、
- 日本航空は国際線と国内幹線を担当
- 全日本空輸は国内幹線と準幹線、一部のローカル線を担当
- 東亜国内航空（後の日本エアシステム、現・日本航空）は準幹線と国内ローカル線を担当

などと、参入できる路線まで区別されてきた。これが、いわゆる45/47体制である。
この体制は、1986年（昭和61年）に廃止され、規模が一定以上の路線ではダブル、トリプルトラック化が認められる。この基準は徐々に緩和され、1997年（平成9年）には基準自体が撤廃される。その後も規制緩和の中で2000年（平成12年）に航空法が改正され、新規育成と競争促進を目的に、空港への発着は原則的に安全基準などを満たせばよい事前届出制となった。これにより、各航空会社の参入・撤退の自由が原則的に保障された。
だが、東京国際空港（羽田空港）、成田国際空港、大阪国際空港（伊丹空港）、関西国際空港の主要4空港については、これらを「混雑空港」として指定し、混雑空港については、発着を許可制とすることで、参入・撤退への規制が維持された。
しかし、一口に混雑空港といっても、具体的な規制についてはさまざまであり、伊丹空港については、大阪空港訴訟による騒音問題を理由として、ジェット機の総量規制を行っており、いっぽう成田・関西の両空港については、国内線の発着枠に余裕があるため強い規制は敷かれていない。そのため、空港の発着能力が限界に達していることを理由に発着枠の配分規制を行っているのは羽田空港のみである。
羽田空港については、混雑空港運行許可の更新（5年ごと）に合わせ、配分を見直すこととしている。2005年（平成17年）2月の更新の際には、有識者による懇談会でルールが作られ 再配分が行われた。
また、羽田空港では日本の空港としては2016年（平成28年）現在、唯一小型機の乗り入れが禁止されている。元々限られた発着枠でできるだけ輸送量を大きくするため、1969年（昭和46年）の運輸省（当時）航空局長通達で始まったものである。2016年（平成28年）現在も、混雑空港の許可制を利用し、許可基準上小型機については一律に発着を許可しないこととされている。2021年（令和3年）現在、羽田空港に発着する民間商用旅客機では70席級のエンブラエル E170が最も小さい。これは発着枠の配分規制と同様、発着枠の不足を原因として混雑空港の許可制を利用して規制がなされている。

### 時間帯
航空機の発着需要、及び騒音の体感は時間帯によって大きく異なる。そのため、国土交通省では、時間帯を以下の3つに区分し、発着能力と発着枠配分方法を定めている。
|      | 6時-8時半 | 8時半-20時半 | 20時半-23時 | 23時-6時 |
| ---- | --------- | ------------ | ----------- | -------- |
| 出発 | 混雑      | 混雑         | 特定        | 深夜早朝 |
| 到着 | 特定      | 混雑         | 混雑        | 深夜早朝 |

このうち、混雑時間帯は発着需要が高いので、国土交通省が省益として発着枠を配分している。以下述べる発着枠のうち、特に注記ないものは、この混雑時間帯の発着枠を指す。
一方、特定時間帯と深夜早朝時間帯については、航空会社が希望すれば使用できる。ただし現状では、特定時間帯のうち出発20時半-21時、到着8時-8時半についても、発着需要が高く、発着能力を使い切っている状況である。また、深夜早朝時間帯は、騒音発生を抑えるため飛行ルートが制限されるので、発着能力も制限されるものの、2017年10月現在でも発着枠に余裕がある。

## 発着能力

東京国際空港のレイアウト

### 沖合展開事業期
2003年7月時点の旅客機運用は、以下の通りであった。
|            | A滑走路 | B滑走路 | C滑走路 |
| ---------- | ------- | ------- | ------- |
| 北風時     | 着陸    | 不使用  | 離陸    |
| 南風好天時 | 離陸    | 着陸    | 着陸    |
| 南風悪天時 | 離陸    | 着陸    | 不使用  |

滑走路毎に離陸もしくは着陸が連続する場合の処理能力は、以下の通り。
|      | 6時台    | 7-21時台 | 22時台   |
| ---- | -------- | -------- | -------- |
| 出発 | 32回／時 | 32回／時 | 32回／時 |
| 到着 | 26回／時 | 29回／時 | 26回／時 |

発着回数は1日あたり774回（28.3万回／年）。以後、管制運用の見直しや高速脱出誘導路の整備などが行われ、830回（30.3万回／年）まで発着枠は増加している。
なお、深夜早朝時間帯に旅客定期便は設定されていない。

### D滑走路供用
2010年10月に、D滑走路が供用開始された。滑走路運用は以下の通りである。
| 昼間時間帯 | A滑走路                | B滑走路              | C滑走路                      | D滑走路                |
| ---------- | ---------------------- | -------------------- | ---------------------------- | ---------------------- |
| 北風       | （南方面からの）着陸   | 不使用               | ｛北方面から（へ）の｝離着陸 | （南・西方面への）離陸 |
| 南風       | （南・西方面への）離陸 | （南方面からの）着陸 | （北方面への）離陸           | （北方面からの）着陸   |

発着能力は以下の通りとなった。
| 昼間時間帯       | 出発     | 到着     | 発着枠総数/日 | 国内線 | 国際線  | 国際線       |
| 昼間時間帯       | 出発     | 到着     | 発着枠総数/日 | 国内線 | 一般    | リレー時間帯 |
| ---------------- | -------- | -------- | ------------- | ------ | ------- | ------------ |
| 2010年10月21日～ | 34回／時 | 33回／時 | -             | -      | -       | -            |
| 2011年3月27日～  | 35回／時 | 35回／時 | 960+20回      | 880回  | 80回    | 20回         |
| 2013年3月31日～  | 37回／時 | 37回／時 | 1010+20回     | 930回  | 80回    | 20回         |
| 2013年度中～     | 40回／時 | 40回／時 | 1094+20回     | 930回  | 160+4回 | 20回         |

| 深夜早朝時間帯   | 出発    | 到着    |
| ---------------- | ------- | ------- |
| 2010年10月21日～ | 8回／時 | 8回／時 |

昼間時間帯の国際線発着枠は、2014年度の最終形でも16.5％にとどまっている。しかし、2012年度の首都圏空港(羽田・成田)の利用者数のうち、国際線の割合は約36％に上る。

### 技術的な可能性
平成26年7月8日、首都圏空港機能強化技術検討小委員会から中間とりまとめが発表された。まず実測値を元にした現ルートの最大発着回数が示され、続いて新ルート案の最大発着回数が推定されている。その数値は以下の通りである。
| 種類 | 風向 | 現ルート | 北風案  | 北風案  |
| 種類 | 風向 | 現ルート | 南風案1 | 南風案2 |
| ---- | ---- | -------- | ------- | ------- |
| 離陸 | 北風 | 43       | 46      | 46      |
| 離陸 | 南風 | 42       | 42      | 46      |
| 着陸 | 北風 | 45       | 44      | 44      |
| 着陸 | 南風 | 41       | 42      | 44      |

なお北風時と南風時では回数が異なるが、風向により遅延等を発生させないために、少ない方を発着容量とするのが一般的である。よって現ルートでは離陸42回、着陸41回が時間値となる。同様に北風・南風1案では離陸42回・着陸42回、北風・南風2案では離陸46回・着陸44回となる。
平成27年1月21日に開催された首都圏空港機能強化の具体化に向けた協議会では、国から北風・南風2案の提案がなされている。ただし都心上空の飛行については騒音影響が見込まれるため、国際線の離着陸が集中する15時～19時への限定を想定している。

## 発着枠配分
出典：

### 沖合展開事業
|              | 国内線   | 国内線  | 国内線   | 国際線 |
| 大手         | 新規     | 合計    |          | 国際線 |
| ------------ | -------- | ------- | -------- | ------ |
| ～1997年7月  | 276      | 0       | 276      | 4      |
| 1997年7月～  | 310(+34) | 6(+6)   | 316(+40) | 4(+0)  |
| 2000年7月～  | 352(+42) | 21(+15) | 373(+57) | 4(+0)  |
| 2002年4月～  | 352(+0)  | 25(+4)  | 377(+4)  | 0(-4)  |
| 2002年10月～ | 340(-12) | 37(+12) | 377(+0)  | 0(+0)  |
| 2003年7月～  | 340(+0)  | 47(+10) | 387(+10) | 0(+0)  |
| 2003年11月～ | 340(+0)  | 47(+0)  | 387(+0)  | 4(+4)  |

こうした新規航空会社への発着枠配分を受けて、35年ぶりの新規参入として、1998年9月にスカイマークエアラインズ（現・スカイマーク）、続いて12月に北海道国際航空（現・AIRDO）、2002年8月にスカイネットアジア航空（現・ソラシドエア）が就航を果たした。
|              | 国内線   | 国内線  | 国内線 | 国内線 | 国内線 | 国内線       | 国内線  | 国内線 | 国際線 | 合計     |
| JAL          | ANA      | SKY     | ADO    | SNJ    | SFJ    | 新規未使用枠 | 政策枠  |        | 国際線 | 合計     |
| ------------ | -------- | ------- | ------ | ------ | ------ | ------------ | ------- | ------ | ------ | -------- |
| ～2005年4月  | 182      | 158     | 17     | 10     | 12     | 0            | 8       | 0      | 4      | 391      |
| 2005年4月～  | 171(-11) | 149(-9) | 21(+4) | 14(+4) | 12(+0) | 0            | 20(+12) | 0(+0)  | 4(+0)  | 391(+0)  |
| 2005年12月～ | 173(+2)  | 152(+3) | 28(+7) | 17(+3) | 18(+6) | 9(+9)        | 0(-20)  | 0(+0)  | 8(+4)  | 405(+14) |
| 2007年11月～ | 173(+0)  | 152(+0) | 28(+0) | 17(+0) | 18(+0) | 13(+4)       | 0(+0)   | 2(+2)  | 12(+4) | 415(+10) |
| 2009年10月～ | 173(+0)  | 152(+0) | 28(+0) | 17(+0) | 18(+0) | 13(+0)       | 0(+0)   | 2(+0)  | 16(+4) | 419(+4)  |

なお、2005年4月の、5年に一度の発着枠配分見直しでは、ローカル線を保護するために稚内、中標津、紋別などの1日3便以下の16路線は回収対象から外されている。このうち、10路線を運航する全日本空輸は「路線固定化では自由な経営ができない」と反発、このため、これら16路線をひとつのグループとしてグループ内での便数の増減を認めつつ、完全撤退には歯止めを加えた。
羽田路線は1便あたり20億円の価値があるとされるので、大手2グループ、特にJALにとってはかなりの痛手であった。逆に重点的に配分された新規会社にとっては、獲得した発着枠の運用が今後の成功につながるといえる。一方、ANAはコードシェアを含めると便数が増加する結果となり、2009年末にはSKYなどから批判が上がった。これは新規参入会社のうちADO・SNJ・SFJと協業関係にあったからである（ADOは2003年、SNJは2006年、SFJは2007年からコードシェアを開始した。特にADOとは経営再建に協力した経緯からひときわ緊密な関係を築いていた。なお批判したSKYはその後経営再建に伴い、コードシェアこそ実施していないが、ANAから出資を受けた）。
また、2005年12月13日、国土交通省航空局は新たに「羽田空港発着枠の転用に関するルール」を設定した。これは、羽田空港に関係する多様な輸送網の形成を図るため、新規航空会社に配分される羽田空港の発着枠について、新滑走路（D滑走路）の供用開始までの間、新規航空会社に配分された羽田空港の発着枠を使用して運航している路線を減便しようとする場合は、多様な輸送網の形成を目的として羽田空港の着陸料が軽減されている路線（新千歳・伊丹・福岡・那覇以外の地方路線）に転用する場合を除き、減便に関係する発着枠を回収するものである。
なお、この新ルールが適用されるのは以下の通りである。このようなルールが設けられた背景には、スカイマークエアラインズ（当時）が羽田 - 鹿児島便、羽田 - 徳島便を地方便として優先的に発着枠を割り当てられたにもかかわらず、いずれの路線も撤退後に羽田 - 福岡便など高収益路線にその枠をそのまま充当したことに批判が出たためである。
- スカイネットアジア航空
  - 羽田 - 長崎 6便（往復）
- 北海道国際航空（エア・ドゥ）
  - 羽田 - 女満別 3便（往復）
- スカイマーク
  - 羽田 - 神戸 7便（往復）
- スターフライヤー
  - 羽田 - 新北九州 3便（往復）

また、アジア・ゲートウェイ構想により羽田空港への国際チャーター便の運航基準が緩められ、20時30分から8時30分まで中・長距離の国際旅客チャーター便の運航が認められている。これを生かし、2008年4月1日には、香港国際空港への定期チャーター便が開設されている。

### D滑走路供用
|                                 | 国内線         | 国内線        | 国内線         | 国内線        | 国内線         | 国内線 | 国内線         | 国内線 | 国内線         | 国内線 | 国内線         | 国内線         | 国内線 | 国内線 | 国際線  | 国際線  | 合計 |
| JAL                             | JAL            | ANA           | ANA            | SKY           | SKY            | ADO    | ADO            | SNA    | SNA            | SFJ    | SFJ            | SFJ            | 政策枠 | 一般   | リレー  |         | 合計 |
| 自由枠                          | 地方路線限定枠 | 自由枠        | 地方路線限定枠 | 自由枠        | 地方路線限定枠 | 自由枠 | 地方路線限定枠 | 自由枠 | 地方路線限定枠 | 自由枠 | 地方路線限定枠 | 内際乗継改善枠 | 政策枠 | 一般   | リレー  |         | 合計 |
| ------------------------------- | -------------- | ------------- | -------------- | ------------- | -------------- | ------ | -------------- | ------ | -------------- | ------ | -------------- | -------------- | ------ | ------ | ------- | ------- | ---- |
| 2010年10月31日＆2011年3月27日～ | 173(+0)        | 7+0.5(+7+0.5) | 152(+0)        | 9+2.5(+9+2.5) | 24(+3)         | 8(+1)  | 17(+3)         | 4(+1)  | 15(+3)         | 7(+1)  | 9(+3)          | 4+1(+1+1)      | 4(+0)  | 3(+1)  | 40(+24) | 10(+10) | 490  |
| 2013年3月31日～                 | 176(+3)        | 7+0.5(+0)     | 160(+8)        | 9+2.5(+0)     | 28(+4)         | 8(+0)  | 19(+2)         | 4(+0)  | 18(+3)         | 7(+0)  | 14(+5)         | 4+1(+0)        | 4(+0)  | 3(+0)  | 40(+0)  | 10(+0)  | 515  |
| 2013年度中～                    | 176(+0)        | 7+0.5(+0)     | 160(+0)        | 9+2.5(+0)     | 28(+0)         | 8(+0)  | 19(+0)         | 4(+0)  | 18(+0)         | 7(+0)  | 14(+0)         | 4+1(+0)        | 4(+0)  | 3(+0)  | 82(+42) | 10(+0)  | 557  |

#### 国際線

##### 沿革

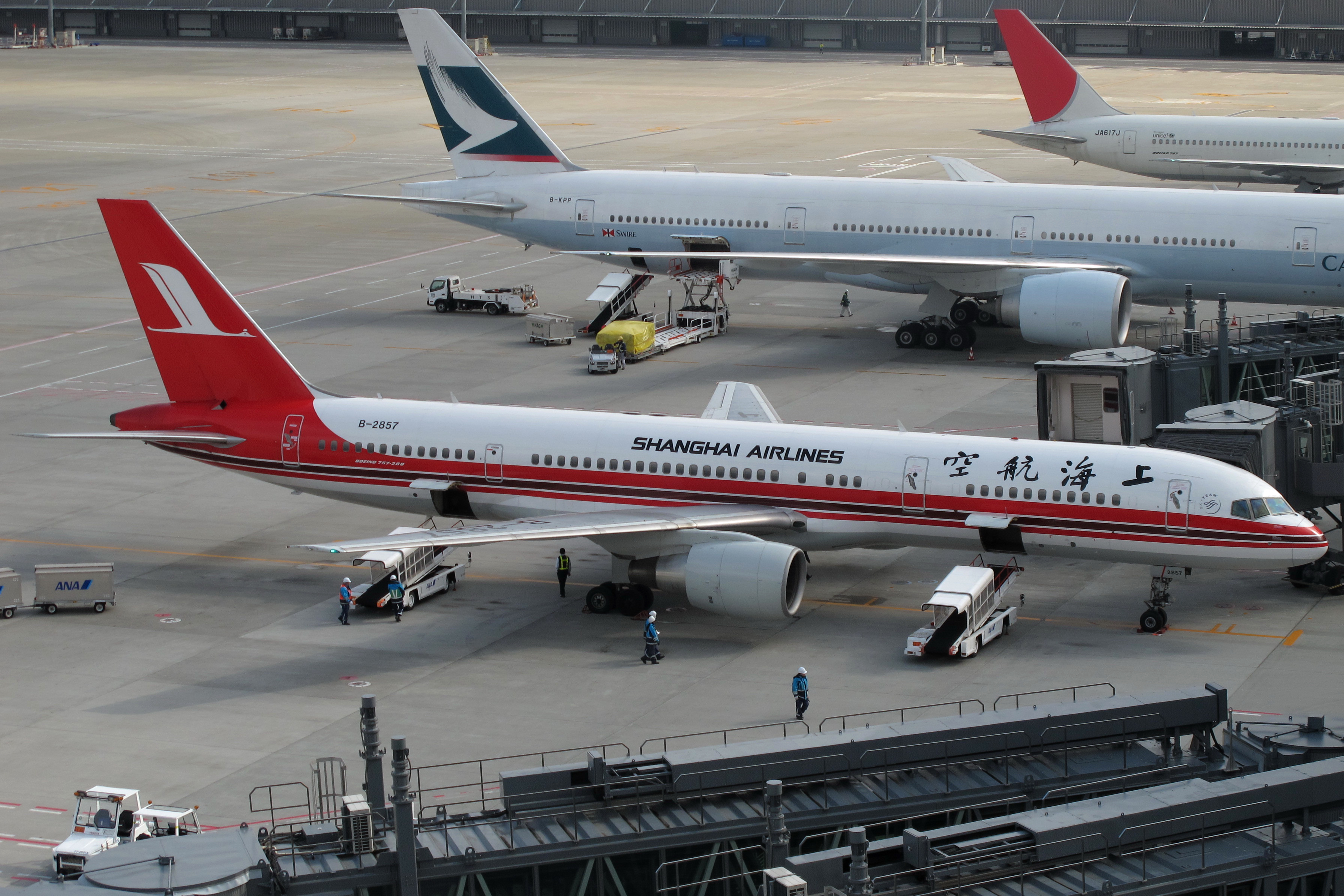
羽田空港の国際線ターミナルに駐機する旅客機（2012年）

2007年（平成19年）に国土交通省は、アジア・ゲートウェイ構想に沿う形で、昼間時間帯の発着枠のうち年間3万回を近距離国際線に割り当てるとしていた。これは、将来の国内航空需要に対応した発着枠を確保した後の余裕枠を活用したものである。また、深夜早朝時間帯はシンガポール・パリ・ニューヨークなどのアジア長距離便および欧米便の就航も可能とした。これに対応するため、新国際線ターミナルビルを整備し、2010年（平成22年）に開業させた。
なお、近距離国際線については、概ね羽田発着の国内線の距離（2012年（平成24年）現在、羽田からの国内線で最も長距離の路線は、（旧）石垣空港までの1,947キロメートル、1,228マイル）以内の区間を目安とするとされていた。具体的にはソウル、釜山、済州、上海、ウラジオストクである。
長距離国際線については、アメリカ合衆国運輸省に対し、デルタ航空、アメリカン航空、ユナイテッド航空、コンチネンタル航空、ハワイアン航空 から運航申請があった。これに対しアメリカ合衆国運輸省は、2010年（平成22年）5月7日、羽田空港への4航路に関する決定の提案を発表した。アメリカン航空はニューヨーク／ジョン・F・ケネディ空港から、デルタ航空はロサンゼルスおよびデトロイトから、およびハワイアン航空はホノルルから 就航との決定提案となっている。
2009年（平成21年）10月、当時の国土交通大臣・前原誠司は羽田空港のハブ空港化構想を発表した。これは、増加する発着枠11万回のうち、半分を国際線に割り当てるというものである。この結果として、新規に国内線に配分される発着枠は減少する。過去の経緯にもかかわらず成田空港との棲み分けをなし崩しにされた千葉県及び成田市や、羽田空港への直行便就航を求めていた佐渡空港、但馬空港 からは反発の声が挙がった。
この構想を受け、2010年（平成22年）5月17日の、国土交通省成長戦略会議最終報告では、昼間時間帯の国際線について行っていた、アジア近距離ビジネス路線への限定を廃止するとした。そのために、発着枠40.7万回が達成される時点で、基本的には、昼間時間帯の発着枠3万回を国際線に追加配分し、計6万回にするとしている。
その後、以下の国々との間で当局間合意により、昼間時間帯の就航が認められている。また、平成25年10月3日に、国土交通省から日本側発着枠の航空会社への配分が行われた。
|                | 協議時期             | 日本側発着枠 | ANA便数 | JAL便数 | 相手国側発着枠 | 就航先                                                                                                 |
| -------------- | -------------------- | ------------ | ------- | ------- | -------------- | --- |
| イギリス       | 2012年1月17日～20日  | 2            | 1       | 1       | 2              | ロンドン・ヒースロー空港                                                                               |
| フランス       | 2012年7月4日～7日    | 2            | 1       | 1       | 2              | パリ＝シャルル・ド・ゴール空港                                                                         |
| 中国           | 2012年8月8日         | 2            | 1       | 1       | 2              | 北京首都国際空港                                                                                       |
| シンガポール   | 2012年9月18日～19日  | 2            | 1       | 1       | 2              | シンガポール・チャンギ国際空港                                                                         |
| タイ王国       | 2012年11月20日～21日 | 2            | 1       | 1       | 1              | スワンナプーム国際空港（バンコク）                                                                     |
| ドイツ         | 2013年2月13日～15日  | 2            | 2       | 0       | 2              | フランクフルト空港、ミュンヘン空港                                                                     |
| ベトナム       | 2013年6月11日～12日  | 1            | 1       | 0       | 1              | ノイバイ国際空港（ハノイ）                                                                             |
| インドネシア   | 2013年6月25日～26日  | 1            | 1       | 0       | 1              | スカルノ・ハッタ国際空港（ジャカルタ）                                                                 |
| フィリピン     | 2013年9月11日～12日  | 1            | 1       | 0       | 1              | ニノイ・アキノ国際空港（マニラ）                                                                       |
| カナダ         | 2013年9月24日        | 1            | 1       | 0       | 1              | バンクーバー国際空港                                                                                   |
| アメリカ合衆国 | 2016年2月16日～18日  | 5            | 3       | 2       | 5              | サンフランシスコ国際空港, ロサンジェルス国際空港, ミネアポリス・セントポール国際空港, ホノルル国際空港 |
| 合計           |                      | 21           | 14      | 7       | 20             | |

国土交通省は、JAL経営再建の過程で両社の財務体質に格差が生じたため、発着枠の配分によって是正する必要があると判断し、発着枠の(ANAへの)傾斜配分を行った。記者会見した国土交通省の平岡成哲航空事業課長は、行政が現在の状況を放置すれば、航空業界の中期的な競争環境に歪みが生じる恐れがあるため、発着枠の傾斜配分によって是正すると説明し、航空局は2012年8月10日に出した「日本航空への企業再生への対応について」という文書（いわゆる8.10ペーパー）を盾に2016年度までの投資や路線計画を監視対象とし、2013年3月増枠国内線、2014年3月増枠国際線、2016年10月増枠国際線の3度にわたるANAへの傾斜配分を実施したうえ、その後の東京五輪前配分でもANAとその提携先に優先配分し、配分後国際的な感染症による需要減退もありIATAによるU/L（Use it or Lose it）ルール一時凍結時期もあったが、感染症収束後の需要回復した配分3年経過後も就航未定発着枠を保持していて逆に歪な状況になっていて、このことは米国デルタ航空やKLMオランダ航空のような日系提携先ないスカイチームの羽田乗り入れの障害にもなり外航の不満にも繋がっている。
また、アメリカ合衆国とは2012年（平成24年）4月の非公式会談以来、路線開設に向け複数回航空交渉を行っているが、交渉は暗礁に乗り上げていた。その理由は、米国の3大航空会社のうち、デルタ航空とユナイテッド航空が路線開設に消極的なため、米当局が本腰を入れて交渉しないことにある。
デルタ航空は、成田空港をハブ空港として1日25便を運航していたため、羽田空港に2～3便運航しても基地コストの負担増や旅客の股裂きが起こること、また、日本国内に提携先がいないため、競争上不利なことを懸念している。その一方、ユナイテッド航空は、米当局が（日本に提携先のない）デルタ航空を優遇し自社に不利になるとの懸念を持っていた。
結局、2016年（平成28年）2月18日に協議と合意がなされたが、これに先立ち、デルタ航空は声明を発表し、交渉成立による成田撤退を示唆。合意後にも声明を発表し、分析後に路線の調整を行う旨を明らかにしている。
なお、発着枠の航空会社への配分は「深夜早朝時間帯の双方4便を昼間時間帯に移行」とされた。従って、当時の深夜早朝時間帯の配分（日本側がJL, NH各2便、アメリカ側がDL, UA, AA, HA各1便）が移行し、実際に新規配分されるのは昼間時間帯1便/国、深夜早朝時間帯1便/国となるとされた。
2019年（平成31年）1月29日、日米両政府が東京オリンピック・パラリンピックに向けて、羽田空港の発着便を増やすため、在日米軍横田飛行場が航空管制を行う空域を通過する飛行ルート、羽田空港新飛行経路 (南風運用)を、新たに設定することで合意した。合意が成立すると、国際線の年間発着回数（昼時間帯）は現在の6万回から9.9万回に拡大する。

### 成田縛り

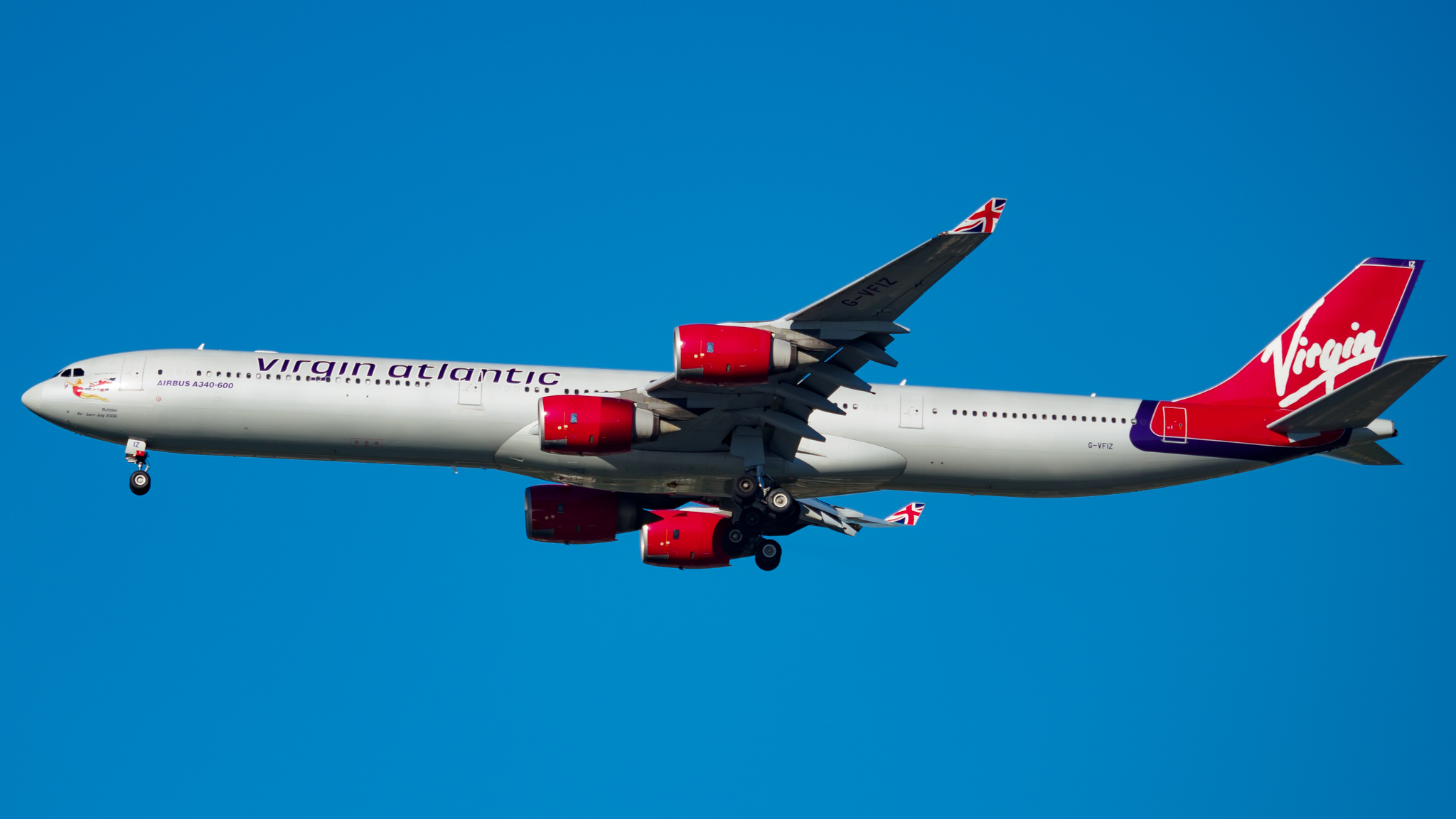
成田線を撤退したヴァージン・アトランティック航空

また、2014年夏ダイヤから、国土交通省は成田空港から羽田空港への国際線の移管が過度に進まないよう「羽田に国際線を新しく就航させる場合は、成田の発着便も残すように」という「非公式の行政指導」があった。国際線羽田就航の各航空会社は、許認可権限を握る国土交通省が路線維持を強く求めたため、航空関係者は『成田縛り』と呼び「半ば義務づけられた暗黙の紳士協定」と受け止めた。日本の航空会社は、コードシェア便を実施したり、成田空港から相手国に対する新規就航地を新規開設したりして成田発着便を維持し、高需要路線を羽田空港に移管できるよう対応していた。
しかし外国の航空会社のなかには、収益上対応が出来ずに撤退を検討するところが出始め、相手国の航空当局や航空会社からの不満が出ていた。2015年（平成27年）2月28日に、英国ヴァージン・アトランティック航空が成田-ロンドン線を廃止し、日本からの撤退をしたことにより、コードシェア先の全日本空輸の羽田 - ロンドン/ヒースロー線が「このルールに抵触する状況」となっている。さらに2017年1月10日には、ルフトハンザドイツ航空が成田 - フランクフルト線を運休した。これを皮切りに、それまで成田発着で運航していた便を羽田へシフトすることで、成田便を撤退する航空会社も後を絶たなくなった。事実、2020年3月28日にも、長年に渡り成田をアジアのハブとしていたデルタ航空が、成田便全便を羽田へ移管した。また、2012年にオランダ当局とオープンスカイ協定を締結したにもかかわらず、羽田就航要望を再三却下されているKLMオランダ航空の成田 - アムステルダム線がある一方、かたや発着枠配分で優遇されたANAの提携先であるアリタリア（イタリア）・ターキッシュエアラインズ（トルコ）・スカンジナビア航空（デンマーク・スウェーデン・ノルウェー）には羽田就航が先んじて許可されるなど、航空行政に矛盾が生じている。デルタとKLMはどちらも日本国内に加盟航空会社を持たないアライアンス、スカイチームの主力で羽田就航が日本国内の規制により阻害される状況に、極東ハブを日本から移転検討する航空会社やアライアンスも出てきている。
この「成田縛り」はエコノミークラスの余剰在庫を発生させ、格安航空券の供給源となり、しばしば格安ツアーに組み込まれていた。しかし、ヴァージンの日本撤退後、「成田縛り」は運用が曖昧になり、2016年秋頃に緩和されたと言われている。「成田縛り」の緩和により航空券の需給が引き締まり、座席の仕入単価が急騰したことが、格安旅行会社てるみくらぶの倒産につながったとする意見もある。

#### 効果
「羽田空港の国際化の効果等に関する調査」 によれば、2010年10月の国際化によって、地方での国際線利用が韓国・ソウルの仁川国際空港から羽田へ回帰する傾向が見られた。羽田国際化により、羽田の利用は全国的に増加し、特に中国・四国と九州・沖縄からの旅客は仁川経由の割合が減少。仁川の利用割合は、中国・四国は10年が7％だったが、11年には3％に減少し、九州・沖縄では10年の15%が11年は8%とほぼ半減した。

#### A380の就航問題

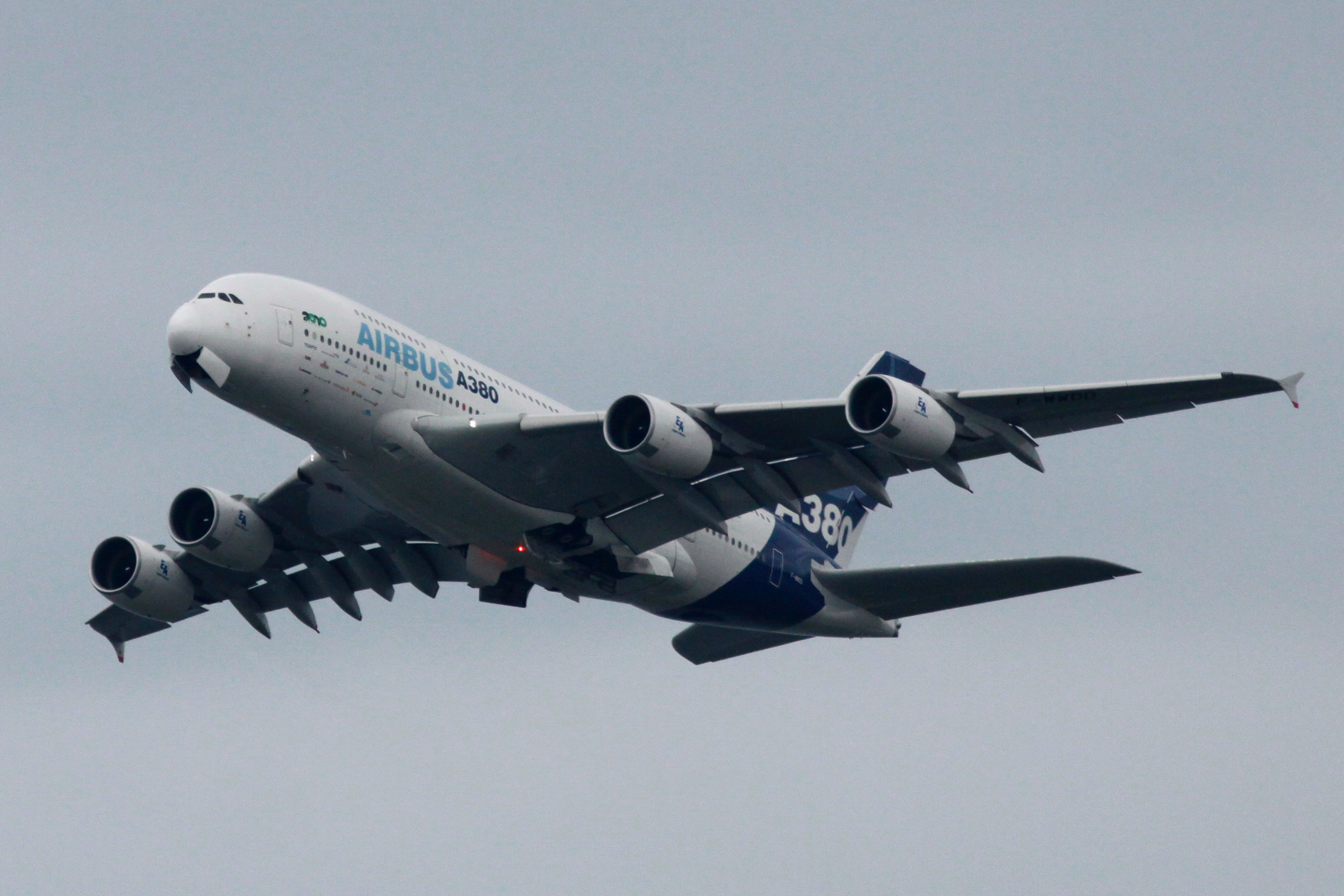
羽田に臨時で飛来した際のA380試験機（2010年）

羽田の再国際化後、複数の航空会社が検討したのは、超大型の旅客機であるエアバスA380の羽田就航であった。A380を羽田に就航させることにより、発着枠が限られていても輸送力が向上し、訪日者数の増加が期待できるとともに空港の混雑も防げる可能性が考えられたためである。さらには2020年に開催予定の東京オリンピックにより予想される需要動向も兼ねて、エールフランスやルフトハンザ航空、カンタス航空などがこの計画を発表し、A380の羽田乗り入れへの意欲を示した。しかしながらA380に関しては、国交省の定めにより、昼間（夜間を除く）には羽田に定期便として原則就航できない状態が2020年現在も継続中であることから、この計画は実現されず、過去のA380就航実績はゼロとなっている。新国際線ターミナルのオープン前の2010年10月にエアバスの試験機としてのA380が羽田に飛来したことがあるが、これは航空会社による飛来ではなく、駐機施設の点検等のために臨時で飛来したものである。その後、ANAが同型機を受領した後、2019年5月17日の未明から早朝にかけて慣熟飛行の一環で搭乗橋や地上設備などを確認する「フィットチェック」を107番スポットで実施した。これは商業運航でなく重量制限にかからないため、D滑走路を用いての離陸に成功した。現在、羽田空港第3ターミナル（国際線ターミナル）では、107番スポットが唯一A380に対応している。これは成田空港閉鎖時にA380がダイバートする場合などの緊急運用を見込んだものである。なお需要によっては113番スポットも改修可能である。
羽田へのA380就航が難しい最大の理由としては、前述のような滑走路の運用制限があることである。同型機が就航禁止となっている昼間は空港の混雑が問題となっており、同型機ならではの後方乱気流問題が予想されることは勿論であるが、仮にこの問題をクリアしたとしても、特に沖合に作られたD滑走路はその構造上、総重量が最大400トンまでに制限されている。つまり、旅客・貨物を積載した商業運用だとD滑走路をA380が使用するには運用制限がかかる可能性がある。ちなみに試験機のA380が飛来した際は、離着陸共にC滑走路が使用された。現在も夜間であれば就航は不可能ではないが、需要が見込めないことや発着枠の獲得が難しいこと等が、やはり課題となっている。

#### 国内線
2013年の配分では、評価期間中に日本航空の企業再建期間が含まれていたため、JALの評価が下がり、配分数が少なくなっている。また、優先的に配分を受けられる新規航空会社の分類が、増枠の時点で保有機材数が12機に達する見込みがない航空会社とされた。そのため、今回配分ではスターフライヤーのみが該当し、相対的にANAが資金注入し、羽田発着便殆どがANAとのコードシェアでANA便名で販売され、CRS（コンピューター予約システム）直結し顧客情報支配し、ANA経年運航機材を転用し実質子会社化しているにもかかわらず、公取委に事前確認しANA系列が過半数以上羽田発着枠支配しているグレーゾーン支配を容認する形となっている（エアドゥ、ソラシドの統合もわざわざ別会社という形式をとることで回避している）。
国内線では、発着枠の増加により、飛行機の小型化、多路線化や多頻度化が可能となる。そのため大手航空会社は、2000年代後半以降に順次、国内線の幹線およびそれ以外の高需要路線で主力となっていたボーイング747-400D型機の運行を無くして、燃費などの効率が良いボーイング777型機、ボーイング767型機を含めた、中・小型機の運航を増やしている。1機あたりの定員は減少するが、発着枠に余裕が出ることから、効率的な機材運用、コスト削減を目的としている。